# Silene komarovii
Silene komarovii är en nejlikväxtart som beskrevs av Boris Konstantinovich Schischkin. Silene komarovii ingår i släktet glimmar, och familjen nejlikväxter. Inga underarter finns listade i Catalogue of Life.